# 规范汉字
规范汉字是中华人民共和国国家通用语言文字法规定的具有法定地位的“国家通用文字”，主要由经过简化、整理并颁布的规范化汉字组成。社会一般应用领域的汉字使用应以《通用规范汉字表》为准。规范汉字通常包括正式公布的简化字和未被整理简化的传承字。
不规范汉字通常包括：被简化的繁体字、已淘汰的异体字、二简字（1977年曾公布《第二次汉字简化方案（草案）》，不久废止）、旧字形、錯別字和生造字。《中华人民共和国国家通用语言文字法》第十七条对允许繁体字、异体字保留或使用的特殊情形作出了规定：1. 文物古迹；2. 姓氏中的异体字；3. 书法、篆刻等艺术作品；4. 题词和招牌中的手书字；5. 出版、教学、研究中需要使用的；6. 经国务院有关部门批准的特殊情况。

## 历史
- 1955年，《第一批异体字整理表》列出了850个正体字（正体字以1955年文化部和中国文字改革委员会发布的《第一批异体字整理表》中选用的字为准，如“浚”是正体字，而“濬”是异体字。该表公布后又作了几次调整，恢复使用了28个被淘汰的异体字）。
- 1977年，根據《漢字簡化方案》頒佈簡化字。
- 1965年，《印刷通用汉字字形表》淘汰了旧字形。
- 2009年8月12日发布《通用规范汉字表（征求意见稿）》，面向社会公开征求意见。[4][5]
- 2013年6月5日，《通用规范汉字表》正式发布，原有相关字表停止使用。[6]

| 發表年份 | 名稱                   | 標準指定範圍               | 備註                                                                   |
| -------- | ---------------------- | -------------------------- | ---------------------------------------------------------------------- |
| 1955     | 第一批異體字整理表     | 異體字                     | 此表名为“第一批”但至今未出台“第二批异体字整理表”，之後曾多次調整。     |
| 1965     | 印刷通用漢字字形表     | 字形                       | 被1988年出版的《現代漢語通用字表》取替。                               |
| 1986     | 簡化字總表             | 簡化字                     | 第一版於1964年出版，所據之《漢字簡化方案》於1956年出版。附新舊字形。   |
| 1988     | 現代漢語常用字表       | 字量、字形                 |                                                                        |
| 1988     | 現代漢語通用字表       | 字量、字形                 | 含《現代漢語常用字表》所有字。取替《印刷通用漢字字形表》成為字形標準。 |
| 1997     | 現代漢語通用字筆順規範 | 筆順                       | 含《現代漢語通用字表》所有字。                                         |
| 2013     | 通用規範漢字表         | 字量、字形、簡化字、異體字 | 上述字表停用，为现行统一规范。                                           |

## 使用
中華人民共和國政府發佈了《簡化字總表》、《第一批異體字整理表》及《印刷通用漢字字形表》，並設有《通用语言文字法》，確定了應當使用「规范汉字」的場合。
规范汉字是指经过整理简化的字和未经整理简化过的传承字。现行和有些过时的规范标准是：
1. 指新中国成立后经过整理简化的字（习惯称“一简字”）和那些不需要整理简化的传承字，从1956年就开始使用的，后又经过几次整理简化，应以1986年10月经国务院批准重新发表的《简化字总表》为准；
2. 异体字中的选用字以1955年12月文化部和中国文字改革委员会联合发布的《第一批异体字整理表》为准（淘汰的异体字当时为1055个，如“并发症”中的“併”字、“耻骨”中的“恥”字、“泪腺”中的“淚”字、“脉搏”中的“脈”字、“天麻”中的“蔴”字、“冒烟”中的“煙”字等。但用作姓氏的可以不加改变，像“邱”姓可以不改为“丘”。还需注意以后的3次改动：1956年恢复“阪”、“挫”2字为规范字；1986年《简化字总表》收进的“晔”等11个类推简化字为规范字；1988年收入《现代汉语通用字表》中的“骼”、“薰”、“黏”、“愣”等15个字为规范字，也不再作为淘汰的异体字。据此，“骨骼”不能再写成“骨胳”，“黏膜”不应再写成“粘膜”。）；
3. 字形以1988年3月国家语委和新闻出版署联合发布的《现代汉语通用字表》为准；
4. 更改的县以上地名生僻字以1955年至1964年国务院分九次公布的为准（是1955－1964年国务院分批公布更改的县以上地名生僻字37个。如黑龙江省的“瑗珲县”应为“爱辉县”，陕西省的“醴泉县”应为“礼泉县”，“鄠县”改为“户县”等）；
5. 更改的部分计量单位名称用字以1977年7月中国文字改革委员会和国家标准计量局联合发出的《关于部分计量单位名称统一用字的通知》为准（淘汰的计量单位旧译名用字。如“呎”、“哩”等）。

（注：中国大陆使用汉字时以现行的《新华字典》、《现代汉语词典》、《现代汉语规范词典》为准）

## 選字
其依据是：
- 正体字：1955年公布的《第一批异体字整理表》中所收的正体字为规范字，相对的异体字为不规范字，除姓氏和某些特殊场合外，不再使用，如“閑（闲）”是正体字，而“閒”是异体字。1986年重新发表的《简化字总表》和《現代漢語通用字表》都對《第一批异体字整理表》中提出的異體字作了修訂。
- 简化字：在1986年10月国务院批准重新发表的《简化字总表》中所收的简化字为规范字，对照的繁體字为不规范字，一般在面向社会公众的场合中停止使用。
- 新字形：在1988年发布的《现代汉语通用字表》中所收的新字形为规范字形，相对的旧字形为不规范字形，一律不再使用。

2013年《通用规范汉字表》正式發布後，以上標準同時停用，但總體而言《通用规范汉字表》與舊標準差別不大。